# Vendelinus (cratère)
Vendelinus est un cratère d'impact situé à proximité du limbe lunaire oriental. Il se trouve sur la rive orientale de la Mare Fecunditatis. Au nord se trouvent les cratères Lamé et Langrenus. La paroi interne de Vendelinus est de forme circulaire, mais il apparaît fortement érodé et boursouflé, tout comme l'intérieur du cratère qui fut inondé par de la lave. 
En 1935, l'union astronomique internationale a donné le nom de l'astronome flamand Godefroy Wendelin à ce cratère lunaire.

## Cratères satellites
Les cratères dit satellites sont de petits cratères craterlets situés à proximité du cratère principal, ils sont nommés du même nom mais accompagné d'une lettre majuscule complémentaire (même si la formation de ces cratères est indépendante de la formation du cratère principal). Par convention ces caractéristiques sont indiquées sur les cartes lunaires en plaçant la lettre sur le point le plus proche du cratère principal. Liste des cratères satellites de Vendelinus: 
| Vendelinus | Coordonnées   | Diamètre (km) |
| ---------- | ------------- | ------------- |
| D          | −19,05, 58,24 | 10            |
| E          | −18,08, 61,02 | 20            |
| F          | −18,49, 64,92 | 32            |
| H          | −15,3, 61,5   | 8             |
| K          | −13,82, 62,44 | 9             |
| L          | −17,56, 61,79 | 17            |
| N          | −16,82, 65,87 | 17            |
| P          | −17,56, 66,33 | 16            |
| S          | −15,4, 57,98  | 6             |
| T          | −13,49, 62,8  | 6             |
| U          | −15,91, 58,73 | 5             |
| V          | −15,55, 55,92 | 6             |
| W          | −14,59, 58,7  | 5             |
| Y          | −17,58, 62,24 | 11            |
| Z          | −17,2, 62,41  | 7             |

Le cratère satellite "Vendelinus C" fut dénommé cratère Lamé en 1964 par l'union astronomique internationale.